# Herk-de-Stad
Herk-de-Stad (en francés cooficial Herck‐la‐Ville) es una localidad y municipio de la provincia de Limburgo en Bélgica. Sus municipios vecinos son Geetbets, Halen, Hasselt, Lummen y Nieuwerkerken. Tiene una superficie de 42,8 km² y una población en 2018 de 12.661 habitantes, siendo los habitantes en edad laboral el 64% de la población.

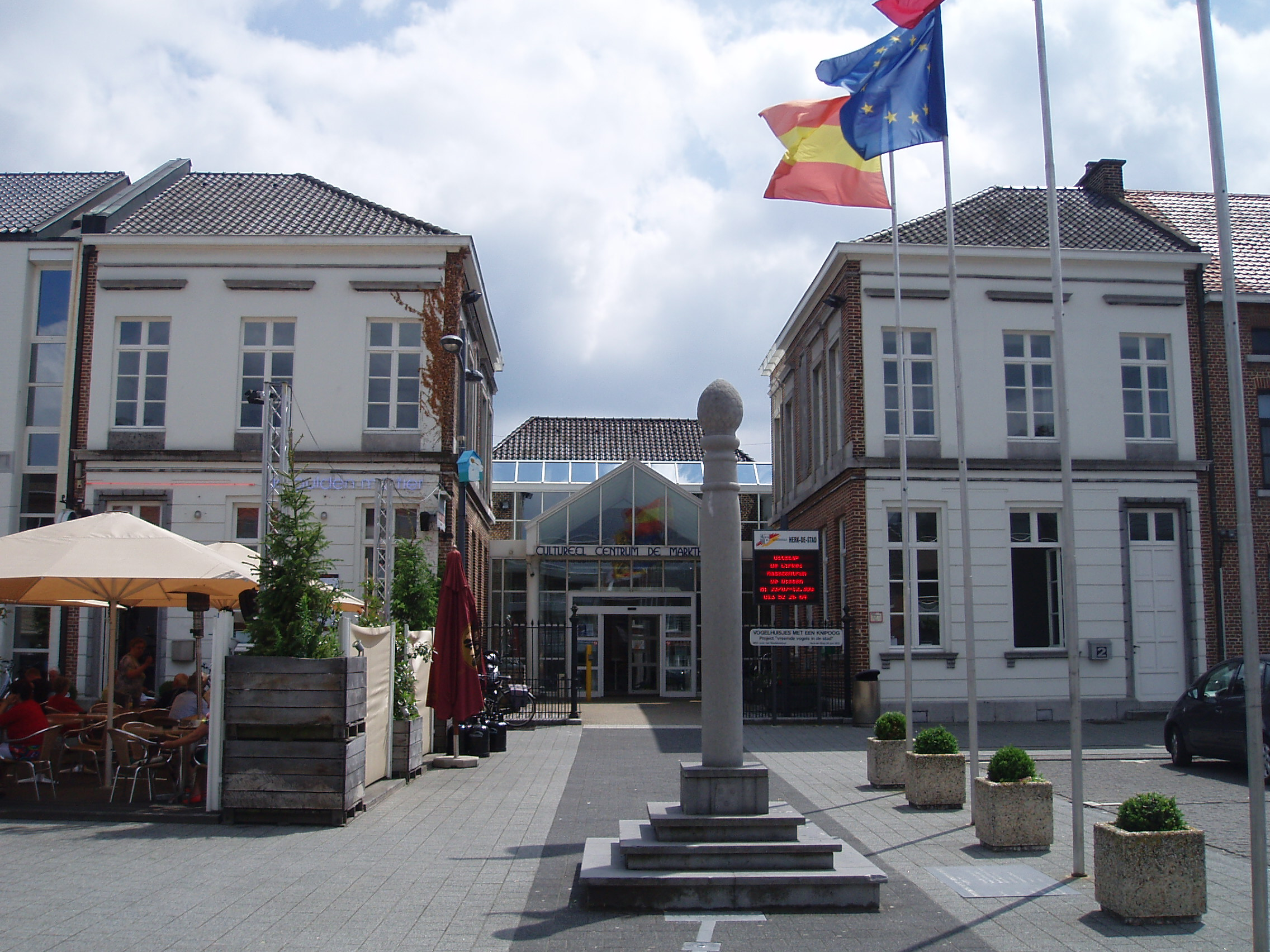
La ciudad antigua.

El municipio se compone de las siguientes localidades: Herk-de-Stad, Berbroek, Donk y Schulen.

## Demografía

### Evolución
Todos los datos históricos relativos al actual municipio, el siguiente gráfico refleja su evolución demográfica, incluyendo municipios después de efectuada la fusión el 1 de enero de 1977.
| Gráfica de evolución demográfica de Herk-de-Stad entre 1846 y 2020 |
|                                                                    |

## Lugares de interés
Donk contiene dos casas solariegas del siglo XVIII, el castillo Hamont y el castillo Landwijk, que se alzan en el lugar que había un antiguo castillo del siglo XII.
Una atracción del lugar es el festival anual de música rock, el "Rock Herk".

## Personas notables de Herk-de-Stad
- Govaert Wendelen, astrónomo del siglo XVII.
- Kenneth Vanbilsen, ciclista.
- Eric Vanderaerden, ciclista.
- Wilfried Cretskens, ciclista.
- Annemie Coenen, cantante.